# Aruba na Letnich Igrzyskach Olimpijskich 2012
Arubę na Letnich Igrzyskach Olimpijskich 2012, które odbyły się w Londynie, reprezentowało 4 zawodników.
Był to siódmy start reprezentacji Aruby na letnich igrzyskach olimpijskich.

## Reprezentanci

### Judo
Mężczyźni
| Zawodnik   | Konkurencja | 1/32                | 1/16                 | 1/8                  | Ćwierćfinał          | Półfinał             | Repasaż 1            | Repasaż 2            | Finał                | Finał   |
| Zawodnik   | Konkurencja | Przeciwnik Punkty   | Przeciwnik Punkty    | Przeciwnik Punkty    | Przeciwnik Punkty    | Przeciwnik Punkty    | Przeciwnik Punkty    | Przeciwnik Punkty    | Miejsce              | Miejsce |
| ---------- | ----------- | ------------------- | -------------------- | -------------------- | -------------------- | -------------------- | -------------------- | -------------------- | -------------------- | ------- |
| Jayme Mata | - 66 kg     | Uriarte P 0000–0100 | Odpadł z rywalizacji | Odpadł z rywalizacji | Odpadł z rywalizacji | Odpadł z rywalizacji | Odpadł z rywalizacji | Odpadł z rywalizacji | Odpadł z rywalizacji | 17.     |

### Pływanie
Mężczyźni
| Zawodnik       | Konkurencja    | Eliminacje | Eliminacje | Półfinał             | Półfinał             | Finał                | Finał                |
| Zawodnik       | Konkurencja    | Rezultat   | Pozycja    | Rezultat             | Pozycja              | Rezultat             | Pozycja              |
| -------------- | -------------- | ---------- | ---------- | -------------------- | -------------------- | -------------------- | -------------------- |
| Jemal Le Grand | 100 m dowolnym | 51,86      | 40.        | Odpadł z rywalizacji | Odpadł z rywalizacji | Odpadł z rywalizacji | Odpadł z rywalizacji |

Kobiety
| Zawodniczka           | Konkurencja    | Eliminacje | Eliminacje | Półfinał              | Półfinał              | Finał                 | Finał                 |
| Zawodniczka           | Konkurencja    | Rezultat   | Pozycja    | Rezultat              | Pozycja               | Rezultat              | Pozycja               |
| --------------------- | -------------- | ---------- | ---------- | --------------------- | --------------------- | --------------------- | --------------------- |
| Daniella van den Berg | 800 m dowolnym | 9:23,21    | 34.        | Odpadła z rywalizacji | Odpadła z rywalizacji | Odpadła z rywalizacji | Odpadła z rywalizacji |

### Podnoszenie ciężarów
Mężczyźni
| Zawodnik       | Konkurencja | Rwanie | Rwanie  | Podrzut | Podrzut | Razem  | Pozycja |
| Zawodnik       | Konkurencja | Wynik  | Pozycja | Wynik   | Pozycja | Razem  | Pozycja |
| -------------- | ----------- | ------ | ------- | ------- | ------- | ------ | ------- |
| Carl Henriquez | + 105 kg    | 122 kg | 19.     | 160 kg  | 18.     | 282 kg | 18.     |